# بيت رايلي
بيت رايلي (بالإنجليزية: Pete Riley)‏ هو مغن مؤلف وموسيقي بريطاني، ولد في 26 فبراير 1969 في ليفربول في المملكة المتحدة.